# Arturo Ruiz García

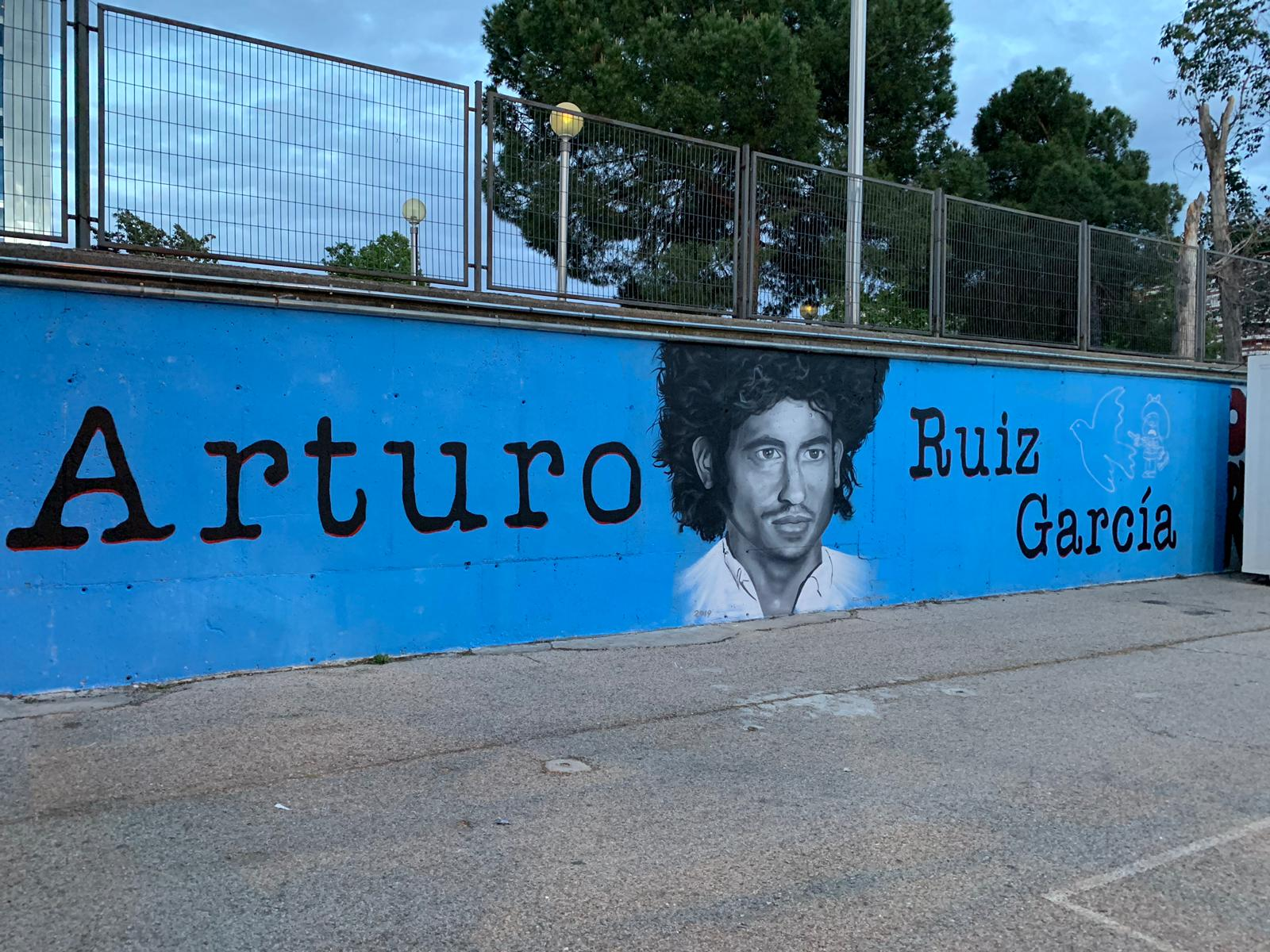
Wandbild zum Gedenken an Arturo Ruiz in der Sportanlage Arturo Ruiz im madrilenischen Stadtteil Fuencarral-El Pardo.

Arturo Ruiz García (* 5. Dezember 1957 in Granada; † 23. Januar 1977 in Madrid) war ein studentischer Aktivist der politischen Linken und Opfer eines politischen Mordes.

## Leben
Die Eltern von Arturo Ruiz waren Eduardo Ruiz Fernández aus Bédar in der Provinz Almería  und Elvira García, geboren in Cortes y Graena in der Provinz Granada. Arturo hatte fünf Brüder und zwei Schwestern und war der jüngste der acht Geschwister. Er besuchte die Grundschule in Darro und die Sekundarschule in Churriana de la Vega, beide in der Provinz Granada. Die Arbeit der Eltern als kommunale Angestellte brachte es mit sich, dass die Familie des Öfteren den Wohnsitz wechselte. Als Arturo 15 Jahre alt war, zog die Familie nach Madrid um. Dort errang Arturo seinen höheren Schulabschluss am Colegio de Nuestra Señora del Recuerdo. Daneben arbeitete er aushilfsweise als Maurer.
In jenen Jahren der Transición, des Übergangs von der Franco-Diktatur zur Demokratie, setzten sich Millionen von Spanierinnen und Spaniern bei Demonstrationen für die Legalisierung aller politischen Parteien und Gewerkschaften ein. Sie forderten die Amnestie für jene Mitglieder ein, die unter der Diktatur verurteilt worden waren. Als Mitglied der Joven Guardia Roja und der Comisiones Obreras tat Arturo Ruiz es ihnen gleich.
Während einer dieser Kundgebungen wurde er am 23. Januar 1977 von einem rechtsextremistischen Pistolenschützen ermordet.
Auf Wunsch der Familie wurde Arturo Ruiz in aller Stille auf dem Friedhof von Fuencarral beigesetzt. Es fand auch kein Trauergottesdienst statt. Der örtliche Gemeindepfarrer sprach jedoch ein Gebet vor Hunderten von Jugendlichen.

## Die Demonstration vom 23. Januar 1977

### Vorgeschichte: Die Amnestiebewegung während derTransición
Als die Franco-Diktatur endete, gehörte die Amnestie der politischen Gefangenen zu den wichtigsten Forderungen der Demokratiebewegung und der Gewerkschaften in Spanien. Sie galt als notwendige Voraussetzung für eine Aussöhnung nach der Diktatur.
Von Ende 1975 bis Ende 1977 kamen rund 120.000 Gefangene durch Freilassung oder Begnadigung aus der Haft. Laut der Mehrzahl der Schätzungen waren 11.200 von ihnen politische Gefangene. Bereits im November 1975 wurden 80 % von diesen kraft königlichen Gnadenerlasses freigelassen. Statt die Forderungen nach Amnestie einzudämmen, beflügelte diese groß angelegte Freilassung sie jedoch.
Zahlreiche Kundgebungen von Gewerkschaften, Arbeiterversammlungen und politischen Parteien setzten sich für die Freilassung der politischen und gewerkschaftlichen Gefangenen ein. Beispielsweise forderten die Hafenarbeiter von Sestao in der zum damaligen Zeitpunkt noch illegalen Feier zum 1. Mai neben auskömmlichen Löhnen und der 40-Stunden-Woche „Amnestie für alle politischen und gewerkschaftlichen Gefangenen“. Ein Meilenstein der Bewegung war die Demonstration am 8. Juli 1976 in Bilbao mit rund 150.000 Teilnehmenden.
Mitte 1976 waren noch rund 650 Mitglieder der ETA in Gefangenschaft. Nach der erweiterten Amnestie vom 30. Juli 1976 waren Anfang 1977 noch etwa hundert politisch motivierte Häftlinge übrig. Es handelte sich um Mitglieder der ETA, der GRAPO und Anarchisten, die wegen Gewalttaten verurteilt worden waren. Aufgrund der Begnadigungen und Amnestieerlasse kehrten etwa 500 baskische Flüchtlinge in ihre Heimat zurück.

### Ablauf der Ereignisse am 23. Januar
Am Morgen des 23. Januar 1977 versammelte sich eine Gruppe von Aktivisten, die an der Demonstration auf der Plaza de España teilgenommen hatten, in der Calle de Estrella. Die Stadtverwaltung hatte die Demonstration verboten, weil man Gewaltakte befürchtete. Arturo Ruiz stieß gegen 12:25 Uhr in Begleitung einer jungen Frau zu dieser Gruppe. Ein Mann im Alter von 45 bis 50 Jahren, bekleidet mit einem grünen Lodenmantel, feuerte einen Pistolenschuss in die Luft ab, wobei er „Viva Cristo Rey“ rief. Ein jüngerer Mann bekam von ihm die Pistole oder entriss sie ihm und gab zwei Schüsse auf Arturo Ruiz ab, von denen der zweite sofort tödlich war. Augenzeugen berichteten, dass es zuvor auf der Plaza de Torres Acosta Angriffe der Bereitschaftspolizei auf Demonstranten gegeben hatte, die von der Plaza de España gekommen waren. Daraufhin hatten diese versucht, durch die umliegenden Gassen zu entkommen. Die Gruppe der Angreifer habe aus vier Personen bestanden, die vor den tödlichen Schüssen ein Wortgefecht mit den Demonstranten angezettelt hätten. Als die Demonstranten erkannten, dass es sich um bewaffnete rechtsradikale Kämpfer handelte, versuchten sie zu fliehen. Bei diesem Versuch wegzulaufen wurde Arturo Ruiz erschossen. Der Täter wurde beschrieben als 1,80 groß, mit vorstehenden Wangenknochen, mehrere Tage altem Bart, kurzen braunen Haaren, einem gemusterten braunen Hemd, einer schwarzen Jacke und Jeans.
Nachdem der Leichnam des jungen Mannes fortgebracht worden war, hielten Polizisten den Augenzeugen zufolge eine Gruppe von Rechtsradikalen fest, ließen sie jedoch trotz der „Mörder“-Rufe der Umstehenden wieder frei.
Als mutmaßlicher Täter wurde José Ignacio Fernández Guaza identifiziert, der als rechtsradikaler Gewalttäter bekannt war. Er war damals 29 Jahre alt und stand in Verbindung zu den Sicherheitskräften. Er floh am folgenden Tag ins Baskenland und wenig später nach Frankreich, wo sich seine Spur verlor. Falls er noch lebt, ist er immer noch auf freiem Fuß. Der Mann, der ihm die Waffe überließ, war vermutlich der Argentinier Jorge Cesarsky, Mitglied der paramilitärischen rechtsextremen argentinischen Gruppe Triple A, Alianza Anticomunista Argentina. Er war 1965 nach Spanien migriert und hatte sich in der franquistischen Gemeinschaft etabliert. Wegen Terrorismus und illegalem Waffenbesitz wurde er zu sechs Jahren Haft verurteilt. Er verbüßte davon jedoch nur ein Jahr und profitierte von der Amnestie, für die Arturo Ruiz sich eingesetzt hatte.
Laut Manuel Ruiz, einem Bruder des Ermordeten, waren sowohl Fernández Guaza als auch Cesarsky Mitglieder der rechtsextremen Miliz Guerrileros de Cristo Rey. Diese war dafür bekannt, Demonstrationen zu unterwandern und Gewalt zu provozieren. Fernández Guaza habe ausgesagt, für den Informationsdienst der Guardia Civil zu arbeiten. Laut Manuel Ruiz habe diese ihn bei der Flucht nach Frankreich unterstützt.

### Nachfolgende Ereignisse
Der Mord an Arturo Ruiz war die erste einer Serie von Gewalttaten, die unter den Namen Semana trágica und Semana negra in die spanische Geschichte eingingen. Am folgenden Tag fand eine Protestkundgebung zum Mord an Arturo Ruiz statt, bei der Mari Luz Néjera durch den Treffer einer Rauchbombe gegen ihren Kopf getötet wurde. Einige Stunden später stürmten rechtsextreme Terroristen die Büroräume von Anwälten der Arbeiterbewegung in der Calle Atocha. Bei dem Angriff, der in Spanien unter dem Namen Matanza de Atocha bekannt ist, ermordeten die Terroristen fünf Menschen.
Die Familie Ruiz unternahm zunächst keine rechtlichen Schritte, vor allem aus Rücksicht auf die Eltern, die unter dem Tod ihres Sohnes litten und nicht darüber sprechen wollten. Nach deren Tod im Jahr 1997 und aus Sorge, dass die Tat verjähren würde, beantragten die Geschwister eine Wiederaufnahme des Verfahrens. Die Polizei ging zu Fernández Guazas letzter Wohnung in Madrid und befragte die Nachbarn, jedoch ohne Ergebnis. Ein Antrag der Geschwister, die Telefone seiner Verwandten abzuhören, wurde nicht beantwortet. Im Jahr 2000 bescheinigte der oberste spanische Gerichtshof, dass der Fall verjährt sei. 2013 versuchten die Geschwister erneut, den Fall wieder aufnehmen zu lassen. 2016 schlossen sie der sogenannten Querella argentina an, einer Sammelklage beim obersten argentinischen Gerichtshof, die sich gegen Verbrechen während der Franco-Diktatur und in der Zeit bis zu den ersten demokratischen Wahlen im Jahr 1977 richtet. Ihrer Ansicht nach handelt es sich bei dem Mord an Arturo Ruiz um ein Verbrechen gegen die Menschlichkeit, das nicht verjähre.
Es gebe begründete Hinweise, dass die Mörder seines Bruders von öffentlichen Ordnungskräfte unterstützt wurden, begründete Manuel Ruiz die Klage. Er sieht Martín Villa in der Verantwortung, der als Innenminister damals Dienstherr der Polizei und der Guardia Civil war.

## Ehrungen

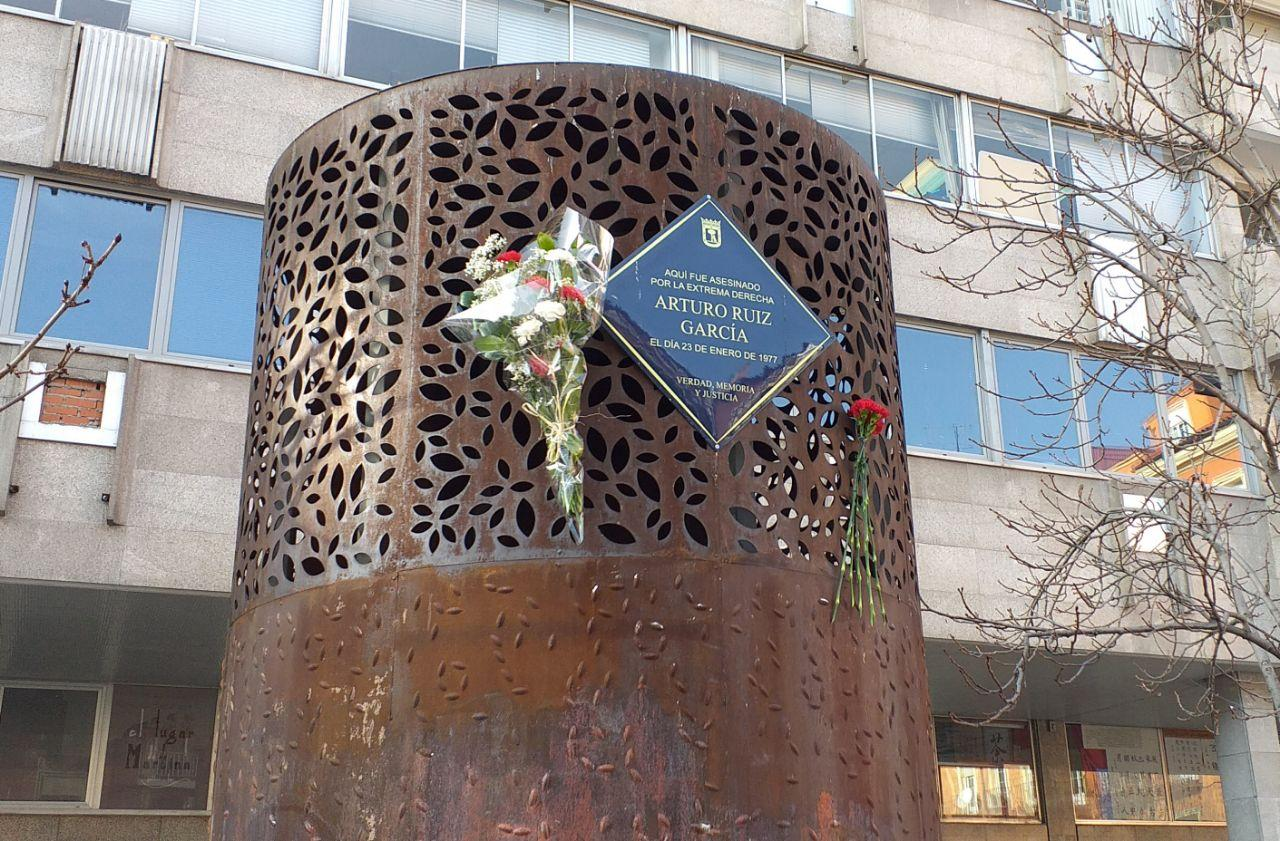
Hommage an Arturo Ruiz auf der Plaza de la Luna

2019 benannte die Verwaltung des Stadtbezirks Fuencarral-El Pardo den Sportplatz an der Calle Isla de Tabarca nach Arturo Ruiz. Die Stadtverwaltung von Madrid ehrte ihn mit einer Gedenkplakette auf der Plaza de la Luna.
Am 23. Januar 2020 fand eine Gedenkfeier für ihn auf der Plaza de la Luna statt, wo ihn die tödlichen Schüsse getroffen hatten. Am 25. Januar gab es eine weitere Gedenkfeier für ihn und die anderen Opfer der Semana negra auf der Plaza Soledad Torres. An der abendlichen Gedenkfeier desselben Tages im Teatro del Barrio de Madrid nahm auch Vizepräsident Pablo Iglesias Turrión teil.